# Cerentino
Cerentino is een gemeente en plaats in het Zwitserse kanton Ticino, en maakt deel uit van het district Vallemaggia.
Cerentino telt 66 inwoners.